# مائو اینوئه
مائو اینوئه (انگلیسی: Mao Inoue؛ زادهٔ ۹ ژانویهٔ ۱۹۸۷) یک هنرپیشه اهل ژاپن است.